# الأخبار الدخیلة
مستدرک الاخبار الدخیلة کتابی از شیخ محمدتقی شوشتری است که در سال ۱۳۵۸ منتشر و در مراسم کتاب سال جمهوری اسلامی ایران به‌عنوان کتاب برگزیده معرفی شد.